# Estreito de Rigolets

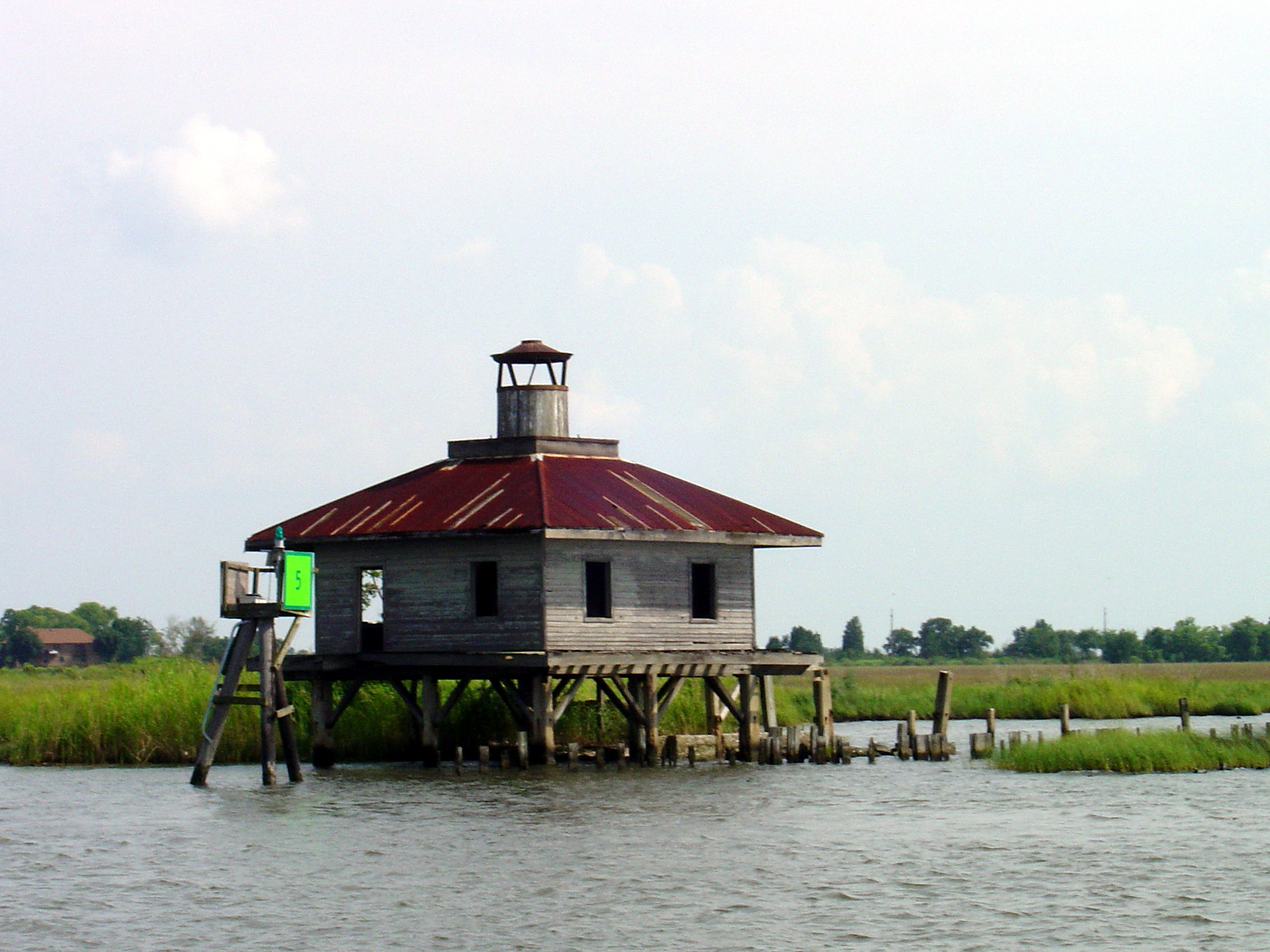
Farol de Rigolets perto de Nova Orleães, na Luisiana, destruído pelo furacão Katrina em 2005.

O estreito de Rigolets situa-se no estado da Luisiana, sul dos Estados Unidos, e, tal como o canal de Chef Menteur, liga na origem o lago Pontchartrain e o lago de Saint Catherine e no destino o lago Borgne, uma lagoa do golfo do México.
O nome provém da época da Luisiana francesa e foi dado por caçadores de peles (trappeurs) e coureurs des bois franco-canadianos. No Canadá um "rigolet" era um termo no francês da Acádia que significava um córrego que drena diretamente para o mar sem passar por um rio.
Durante a subida das marés, a água salgada vai até ao estreito de Rigolets e desemboca nas águas salobras do lago Pontchartrain.
O estreito é atravessado por duas pontes: a ponte ferroviária e a ponte de Rigolets, situada a leste da ponte Chef Menteur e que permite a passagem da U.S. Route 90.
Dois fortes foram construídos pelos americanos no início do século XIX para proteger a Luisiana de um ataque britânico em Fort Pike e Fort Macomb.
A zona foi fortemente atingida pelo furacão Katrina em 2005.